# Лувійська література

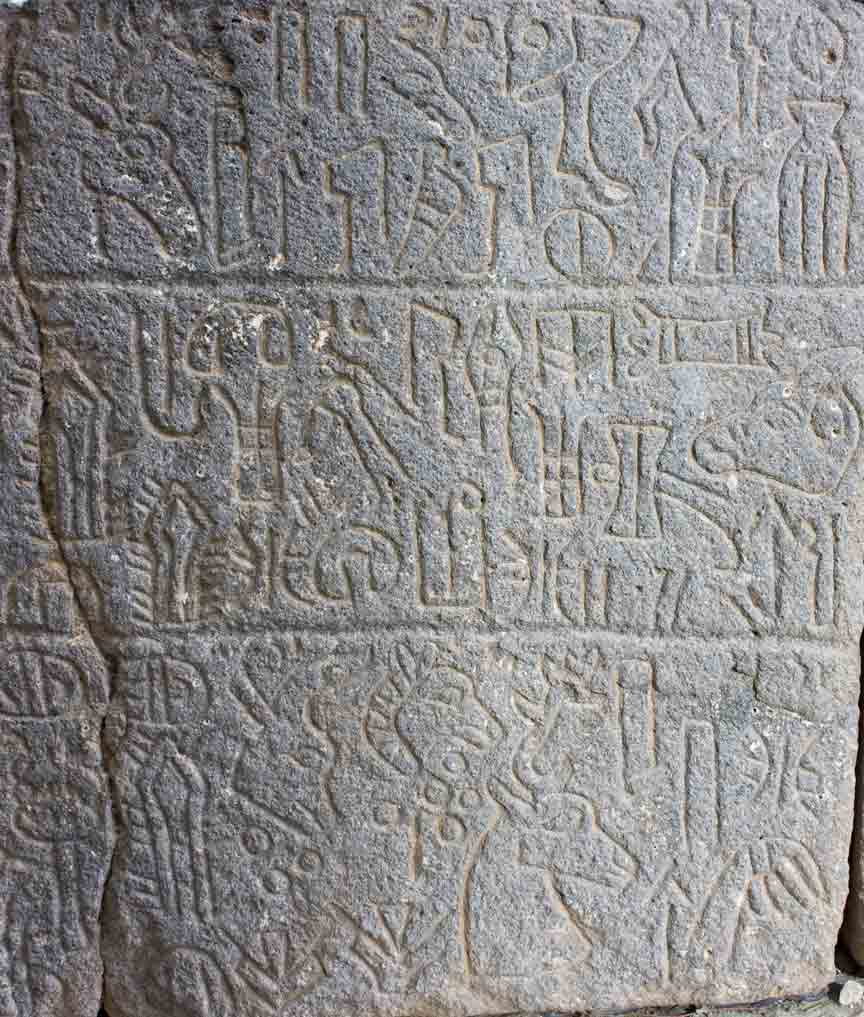
Лувійські ієрогліфи (Каратепський напис).

Лувійська література — одна з найдавніших літератур Анатолії (нині Туреччина), що створювалася лувійською мовою і частково збереглася у клинописних хетських записах та перекладах 15-13 століття до Р.Х., а також у монументальних написах ієрогліфічною лувійською. Основний масив клинописної лувійської літератури, що дійшла до нас, складають ритуальні тексти. 

## Лувійці
Лувійці були численною індоєвропейською народністю (від II тисячоліття до Р.Х. до першої половини I тисячоліття до Р.Х.), яка мешкала переважно на території центральної та південно-східної Анатолії (область Лувія), але також і в інших частинах півострова та у північно-західній Сирії. Лувійці були основним населенням деяких новохетських (сиро-хетських) держав, наприклад Каркемишу.
Назва народу і мови походить від хетського прислівника luwili, що означає «по-лувійськи». Як самі лувійці себе називали невідомо. У пізньохетський період I тисячоліття до Р.Х., коли лувійська стала найпоширенішою мовою регіону, імовірно лувійці називали себе хетами. Принаймні, хетами лувійців називали урарти й ассирійці.
Вважається, що чисельно лувійці суттєво переважали хетів, чим і пояснюється поступове витіснення лувійською мовою хетської. Також існує гіпотеза, що саме лувійці були основним населенням Трої.

## Мова

Поширення лувійської мови. Темно-зелений: клинопис, світло-зелений: ієрогліфи.

Лувійська мова належить до анатолійської гілки індоєвропейської родини мов. Лувійська порівняно близька до карійської, лідійської, лікійської та мілійської мов, через що їх часто виділяють в окрему підгрупу анатолійських мов. Мілійську мову часто називають «лувійська Б».
Лувійська була поширена у більшій частині Анатолії й існувала поруч із хетською, що дозволяє говорити про хетсько-лувійську двомовність у регіоні вже з першої половини II тисячоліття до Р.Х. Лувійська мала престижний статус — імовірно тому, що була офіційною мовою в одній чи кількох анатолійських державах. Про це свідчать лексичні запозичення з лувійської мови у хетську у сфері політики, адміністрування та ідеології.
У давньохетський період лувійська була регіональною мовою Хетської держави, поруч із палайською. Після розпаду держави хетів, лувійська зайняла місце хетської і була офіційною мовою на всій території новохетських князівств. Останні лувійські написи датуються 7 століттям до Р.Х., однак є підстави вважати, що лувійська існувала у вигляді розмовних діалектів аж до елліністичного періоду, тобто до 4 століття до Р.Х.
Припускають, що лувійська мова була мовою Трої під час троянської війни. Однак невідомо, чи була вона офіційною, чи просто поширеною серед населення.

## Особливості
Лувійські тексти писалися двома типами письма: клинописом, близьким до хетського, а також ієрогліфічною системою.

### Клинописні тексти
Усі клинописні лувійські тексти записані на глиняних табличках і більшість із них належать до сфери практичної магії (записи різноманітних ритуалів). Імовірно, лувійський клинопис — це не розроблена окрема система письма, а просто хетська транскрипція лувійських текстів. Хети-переписувачі лишали ці твори без перекладу, щоби зберегти їхню «магічну силу».

Попри ритуальний характер ці тексти часто сягають рівня ліричної поезії:
Нехай це зображення,
а з ним і тіло цієї людини.
кістки її, ім’я її,
вік її, юність її,
ниткою кольорової шерсті
пройдуть дорогою богів.
     (CTH 760)
Лувійські клинописні тексти у складі хетських ритуалів зазвичай приписуються Старій Жінці. Із цими жрицями, як і з відьмами у пізнішій європейській історії, були пов’язані народні повір’я та магічні обряди, що відрізнялися від офіційної релігії. Хетські царі спершу дуже негативно відгукувалися про цих жриць, Хаттусілі I наприкінці заповіту забороняв своїй дружині Хастаяр ходити до них, однак у пізньохетський період такого розриву вже не було, ці обряди стали дуже поширеними і приймалися. Із ритуалів Старої Жінки (як лувійських, так і хетських) ми часто дізнаємося більше про життя Новохетського царства, ніж із стилізованих написів останніх царів.

### Ієрогліфічні тексти

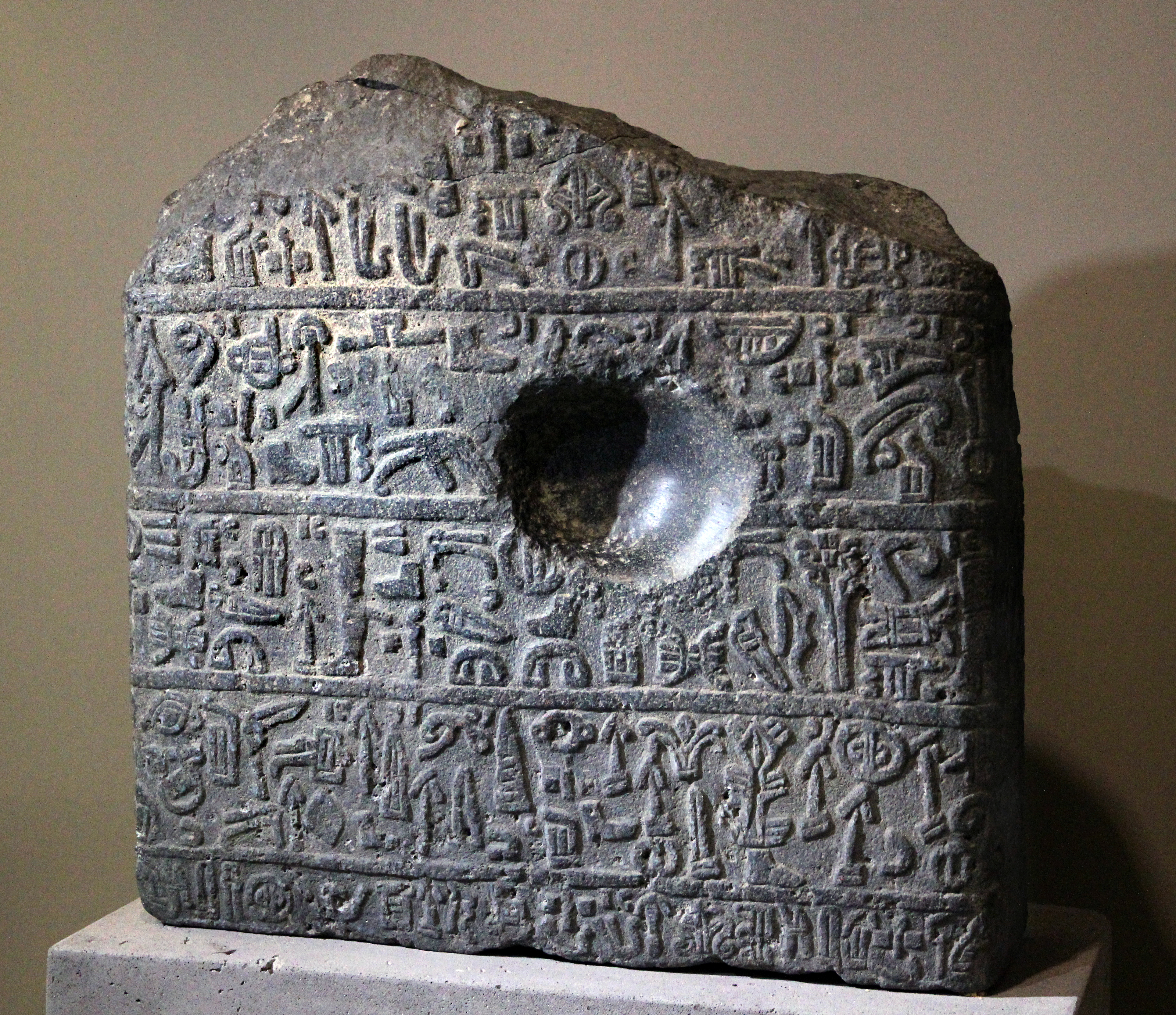
Стела з лувійськими ієрогліфами

Ієрогліфічне письмо натомість вважається суто лувійським, хоча більш-менш послідовні орфографічні норми виробилися там досить пізно, лише в I тисячолітті до Р.Х.
Серед ієрогліфічних лувійських текстів переважають монументальні написи, що належать останнім хетським царям та правителям новохетських князівств. Збереглася також деяка кількість ділових документів, виконаних ієрогліфічним письмом на свинцевих табличках. З хетських джерел відомо, що для письма часто використовувалися вощені дерев’яні таблички. Можливо, саме цей матеріал сприяв такому поширенню ієрогліфічної лівійської. Утім, археологічно це не вдається підтвердити, оскільки дерево не зберігається достатньо довго, щоби дійти до нашого часу.
Після загибелі Хаттуси (бл. 1200 до Р.Х.) раніше васальні області з лувійським населенням на півдні Малої Азії та на півночі Сирії перетворилися на невеличкі самостійні держави, які часто називають «пізньохетськими». У їхньому мистецтві продовжуються традиції лувійсько-хуритського монументального стилю, важливу частину якого складали лувійські ієрогліфічні написи. У цих написах місцеві правителі, що носили гучні імена давньохетських та новохетських царів (Суппілуліума, Хаттусілі) нерідко використовують стандартні формули, що нагадують старі штампи хетської літератури.

Найбільший лувійський ієрогліфічний напис такого типу, що був знайдений у Каратепі із паралельним фінікійським написом, має сліди впливу стилю семітської поетичної прози із характерними для неї фігурами повторів.
Ваал зробив мене батьком і матір’ю для данайців. Я відродив данайців. Я розширив країну Рівнини Адана від сходу до заходу. У мої дні у данайців було всяке майно, вони жили в достатку і задоволенні. ... Я сидів на престолі батька свого. З кожним із інших царів я уклав мир. Так, кожен цар вважав мене своїм батьком через мою справедливість та мудрість і доброту мого серця.    (Каратепський напис) 
Близько 700 року до Р.Х. такі написи припиняються, хоча окремі ієрогліфічні знаки зустрічаються і пізніше як священні символи. 
Розшифрування лувійських текстів до кінця не завершено, однак станом на 2010-ті вдалося прочитати більшість ієрогліфічних текстів і значну частину клинописних.

## Вплив на тодішню та пізнішу культуру
Лувійські ієрогліфи дуже схожі на хуритські і, ймовірно, вплинули на урартські ієрогліфи, які досі повністю не розшифровані, а також на кавказькі написи невідомою мовою.
Вже після того, як на ієрогліфічній лувійській перестають писати, пам’ять про лувійців і хетів у Сирії та навіть Палестині зберігається. Це видно зі згадок «хетів» (найімовірніше, маються на увазі саме лувійці) у Старому Заповіті. Також вислів «сини Хета» може походити від поширеного у хетів (а згодом і лувійців) вислову «сини країни Хатті». Після загибелі хетських держав цей поширений крилатий вислів утратив своє значення і міг набути нового.

## Перелік текстів
Клинописні тексти за Catalogue de Textes Hittites:
- CTH 757 Ритуал Зарпії Кіззуватни проти чуми
- CTH 758 Ритуал Пуріанні проти забруднення дому
- CTH 759 Ритуал дупадупарша
- CTH 760 Ритуал Старої Жінки (MUNUSŠU.GI); I: Ритуал Туннавії, II: Ритуал Куватталли
- CTH 761 Великий ритуал (šalli aniur)
- CTH 762 Фрагменти великого ритуалу
- CTH 763 Хетські ритуальні фрагменти з лувійськими вставками
- CTH 764 Магія і міф: забутий Бог
- CTH 765 Замовляння проти хвороби
- CTH 766 Прикликання місяця
- CTH 767 Фрагменти замовлять із лувійськими вставками
- CTH 768 Лувійські міфологічні фрагменти
- CTH 769 Лувійський фрагмент листа
- CTH 770 Лувійські фрагменти ритуалів
- CTH 771 Таблиця Лаллупії
- CTH 772 Фестиваль (ритуал) Іштануви
- CTH 773 Пісня Іштануви

Основні ієрогліфічні тексти:
- Напис царя Сухіса (940 до Р.Х.)
- Напис Ватіс
- Напис царя Катуваса (880 до Р.Х.)
- Напис Панамуватіс (850-ті до Р.Х.)
- Напис Азатівади (Каратепський напис, 800 до Р.Х.)